# Wielgomłyny (gmina)
Wielgomłyny – gmina wiejska w województwie łódzkim, w powiecie radomszczańskim. W latach 1975–1998 gmina położona była w województwie piotrkowskim.
Siedziba gminy to Wielgomłyny.
Gmina Wielgomłyny położona jest na południowo-wschodnim krańcu przedrozbiorowej Wielkopolski, na granicy z Małopolską.
Znaczna część granic gminy ma naturalny charakter. Na wschodzie wyznacza ją rzeka Pilica, na południu – duże kompleksy leśne, na północy przechodzi wierzchołkiem góry Chełmo (323 m n.p.m.). Z zachodu na wschód, przez obszar gminy przepływa rzeczka Biestrzykówka, nad którą położone są liczne wsie. Pofałdowane tereny otaczające Wielgomłyny zalicza się do większej jednostki geograficznej, zwanej Wzgórzami Radomszczańskimi.
Bogate zasoby surowców mineralnych – gliny, żwiru i piaskowca pozwoliły na rozwinięcie produkcji materiałów budowlanych.
Turystyczne i wypoczynkowe miejscowości w gminie Wielgomłyny to Krzętów, Rudka i Pratkowice. Mikroklimat sosnowych lasów i nadpilicznych łąk i wolne od przemysłowych zanieczyszczeń powietrze to atuty tych miejscowości.
Na terenie gminy rośnie kilka wyjątkowych drzew. To między innymi najgrubszy dąb w województwie, rosnący w parku, w Krzętowie. Drzewo miało 786 cm obwodu w 2013 roku. Natomiast w Wielgomłynach rośnie inne, pomnikowe drzewo, zwane Dębem Wolności, okaz o obwodzie 752 cm (także mierzony w 2013).
W gminie znajdują się 3 szkoły podstawowe oraz gimnazjum.
Według danych z 30 czerwca 2010 gminę zamieszkiwało 4736 osób. Natomiast według danych z 31 grudnia 2017 roku gminę zamieszkiwało 4670 osób.
W czasie II wojny światowej na terenie gminy Wielgomłyny w leśniczówce „Zacisze” odbyło się spotkanie brytyjskiej misji SOE Misji Freston pod komendą Billa Hudsona z dowódcą Armii Krajowej gen. Leopoldem Okulickim.

## Struktura powierzchni
Według danych z roku 2002 gmina Wielgomłyny ma obszar 123,07 km², w tym:
- użytki rolne: 73%
- użytki leśne: 22%

Gmina stanowi 8,53% powierzchni powiatu.

## Demografia

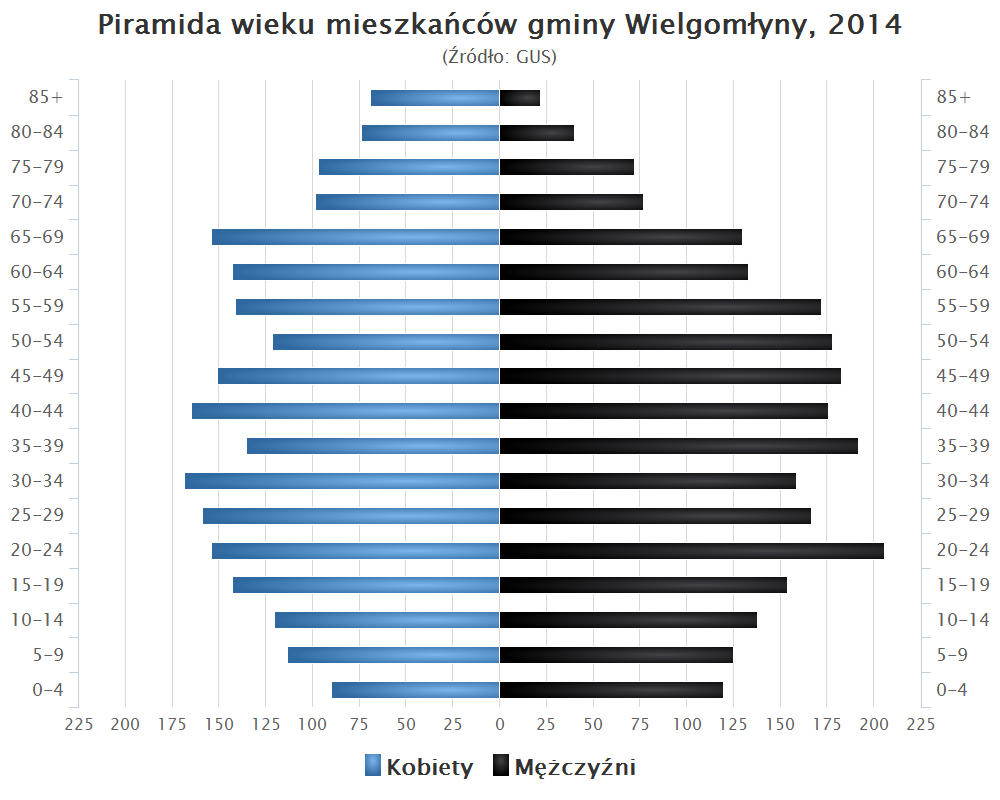
Piramida wieku mieszkańców gminy Wielgomłyny w 2014 roku

Dane z 30 czerwca 2010:
| Opis                              | Ogółem | Ogółem | Kobiety | Kobiety | Mężczyźni | Mężczyźni |
| --------------------------------- | ------ | ------ | ------- | ------- | --------- | --------- |
| jednostka                         | osób   | %      | osób    | %       | osób      | %         |
| populacja                         | 4736   | 100    | 2351    | 49,7    | 2385      | 50,3      |
| gęstość zaludnienia (mieszk./km²) | 38     | 38     |         |         |           |           |

## Sołectwa
Goszczowa, Karczów, Kruszyna, Krzętów, Myśliwczów, Niedośpielin, Perzyny, Pratkowice, Rogi, Rudka, Sokola Góra, Trzebce, Wielgomłyny, Wielgomłyny (kolonia), Wola Kuźniewska, Wola Życińska, Zagórze, Zalesie.

## Pozostałe miejscowości
Anielin, Błonie, Bogusławów, Borecznica, Borowiec, Dębowiec, Grabowie, Kolonia Myśliwczów, Kruszyna (osada), Kubiki, Maksymów, Niwa Goszczowska, Niwa Zagórska, Odrowąż, Popielarnia, Sroków, Wola Życińska (osada leśna), Wólka Bankowa, Wólka Włościańska, Zacisze, Zawodzie.

## Sąsiednie gminy
Kluczewsko, Kobiele Wielkie, Masłowice, Przedbórz, Żytno